# Robert-Koch-Museum

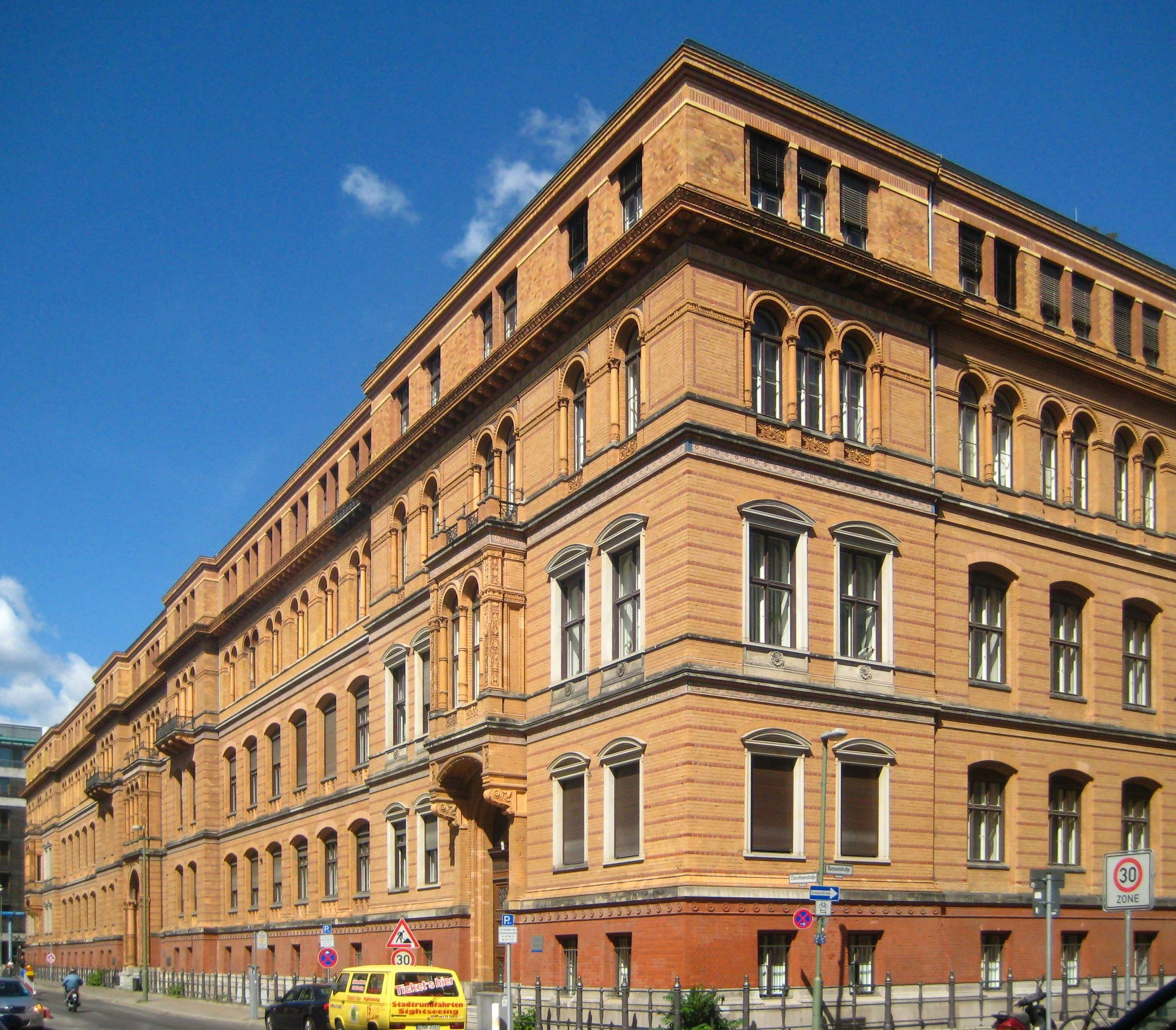
Naturwissenschaftliche und medizinische Institute der Königlichen Universität Berlin in der Dorotheenstraße

Das Robert-Koch-Museum war ein Museum im Berliner Ortsteil Mitte. Es wurde 1960 anlässlich des 50. Todestages des Wissenschaftlers Robert Koch von Paul Oesterle, dem Leiter des Instituts für Medizinische Mikrobiologie und Epidemiologie der Humboldt-Universität, seinem Oberarzt H. Horn und dem Historiker Karl-Heinz Thieleke eingerichtet. Koch gründete Ende des 19. Jahrhunderts das Hygiene-Institut der Universität und wurde sein erster Direktor.
Das Museum befand sich im ersten Stock des als Gesamtanlage Naturwissenschaftliche und medizinische Institute der Königlichen Universität Berlin denkmalgeschützten Robert-Koch-Forums an der Ecke Dorotheenstraße/Wilhelmstraße in einem Backstein-Gebäude aus den 1880er Jahren, dessen Vorbild die Schinkelsche Bauakademie war.

## Ausstellung
Das Gebäude blieb im Krieg weitgehend verschont und bot dem Besucher die Möglichkeit, einen Teil der originalen Einrichtung vorzufinden.
Der Museumsraum befand sich direkt neben der Bibliothek, in der Robert Koch am 24. März 1882 seine Entdeckung über die „Aetiologie der Tuberculose“ vor der Berliner Physiologischen Gesellschaft vorstellte, und zeigte vorwiegend persönliche Exponate aus dem Nachlass von Robert Koch. Seine zweite Ehefrau Hedwig Freiberg vermachte den Nachlass ursprünglich dem Märkischen Museum.
Hierzu zählen Geburtsschein, private Bilder aus der Jugend, Zeugnisse, seine Promotion, der Ehrenbürgerbrief der Stadt Berlin, Ehrengeschenke, Jagdtrophäen, ein Mikroskop aus dem Jahr 1880, Originalkulturen von rotgefärbten Tuberkelerregern und das Original seiner Nobelpreisurkunde aus dem Jahr 1905. Zahlreiche Briefe und Fotografien erinnerten an bedeutende Schüler Kochs wie Friedrich Loeffler, Georg Gaffky und den Japaner Kitasato Shibasaburō. Von seinen Reisen zeugen Erinnerungsstücke sowie zahlreiche Visitenkarten aus Japan. Insgesamt befanden sich etwa 300 Objekte in der Sammlung. 1982 wurde die Ausstellung neugestaltet.

## Robert-Koch-Forum
Im September 2009 verkaufte der Liegenschaftsfonds Berlin das „teuerste Grundstück aus dem Bestand der Charité“ an die Arcadia Berlin Stiftung gGmbH. Unmittelbar danach schloss das Museum. Die Bestände sind Teil des Universitätsarchivs der Humboldt-Universität zu Berlin.